# Paratrichogramma californica
Paratrichogramma californica är en stekelart som beskrevs av Doutt 1973. Paratrichogramma californica ingår i släktet Paratrichogramma och familjen hårstrimsteklar. Inga underarter finns listade i Catalogue of Life.